# 戸塚宿七福神巡り
戸塚宿七福神めぐり（とつかじゅくしちふくじんめぐり）は、神奈川県横浜市戸塚区の八ヶ所の寺院に祀られている七福神を巡礼する札所巡り。2014年（平成26年）に開始された。
戸塚区の有志が中心となって、戸塚町仏会、戸塚区、戸塚観光協会などの協力を得て、戸塚宿七福神めぐり協議会を発足させ、運営にあたっている。
例年1/5〜11の７日間（曜日の並びにより変更される場合あり）開帳され、戸塚宿七福神めぐり協議会の会員が各札所で説明と案内に立っている。期間中はスタンプが押せる。
毘沙門天を祀る寺院が２ヶ寺あるため、七福神ながら八ヶ寺巡りになっている。

## 戸塚宿七福神巡りの一覧
- 妙秀寺（日蓮宗）・弁財天 : 横浜市戸塚区吉田町935
- 寳蔵院（真言宗大覚寺派）・毘沙門天 : 横浜市戸塚区吉田町1034
- 来迎寺（浄土宗）・寿老人 : 横浜市戸塚区矢部町947
- 雲林寺（曹洞宗）・恵比寿 : 横浜市戸塚区矢部町788
- 清源院（浄土宗）・毘沙門天 : 横浜市戸塚区戸塚町4907
- 高松寺（臨済宗円覚寺派）・大黒天 : 横浜市戸塚区戸塚町4846
- 海藏院（臨済宗円覚寺派）・布袋尊 : 横浜市戸塚区戸塚町4213
- 親縁寺（時宗）・福禄寿 : 横浜市戸塚区戸塚町461